# Monument comemorativ de război (Izvoreni)
Monument comemorativ de război este un monument amplasat în Izvoreni, raionul Ungheni, Republica Moldova. Este un monument istoric de importanță națională inclus în Registrul monumentelor Republicii Moldova ocrotite de stat cu nr. 1641 (raionul Ungheni). Datează din 1968.